# Janusz Prawdzic-Szlaski

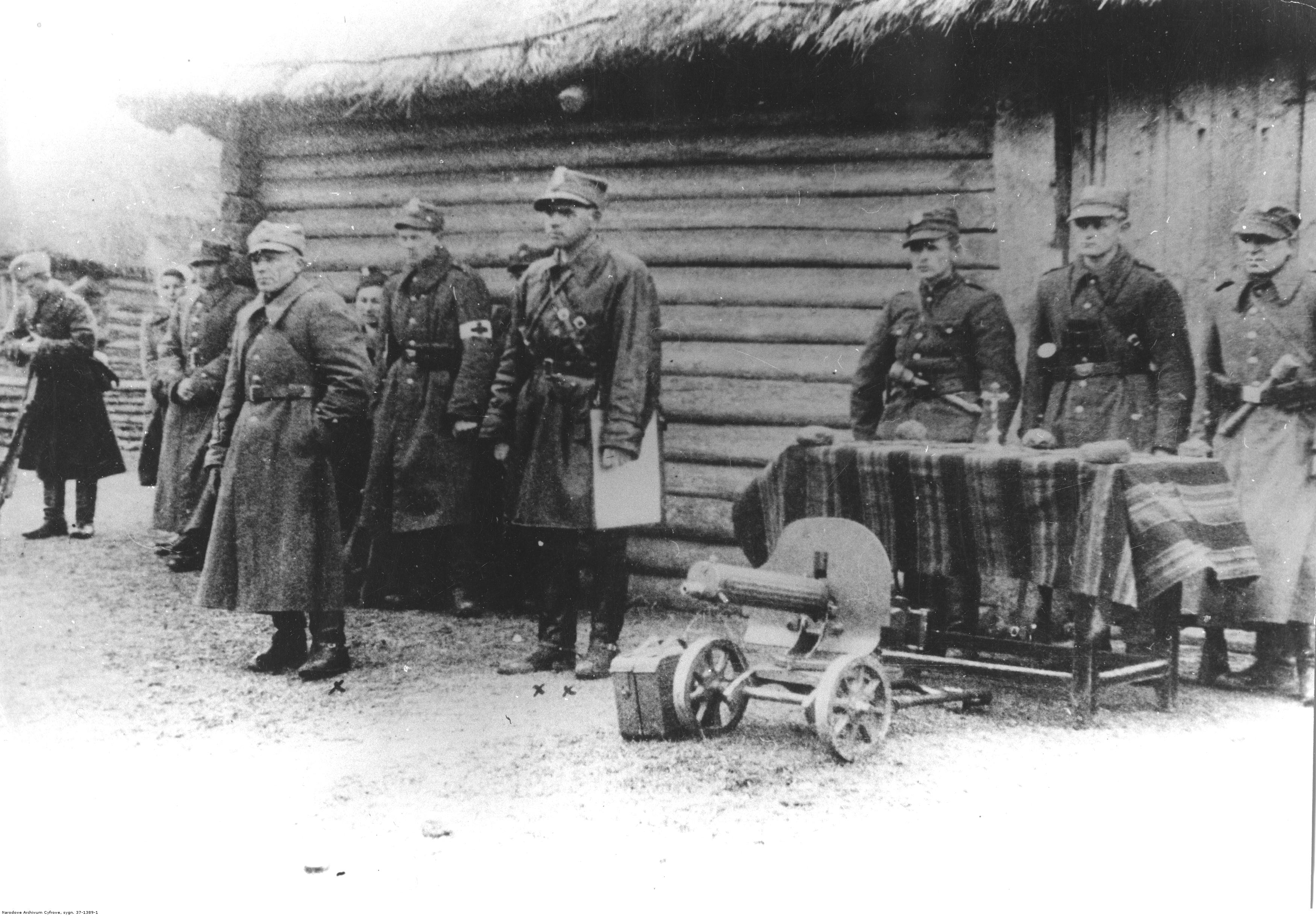
Przysięga żołnierzy 2 kompanii 7 batalionu 77 Pułku Piechoty (Okręg Nowogródek Armii Krajowej). Na fotografii widoczni są oficerowie i stół z krucyfiksem. Stoją od lewej: drugi (w głębi) ppor. Bojomir Tworzyański ps. „Ostoja”, trzeci ppłk Jan Szulc vel Janusz Szlaski ps. „Prawdzic”, piąty (z mapnikiem) por. Jan Piwnik ps. „Ponury”. Przed stołem ciężki karabin maszynowy 7,62 mm Maxim wz. 1910, zdjęcie z roku 1944

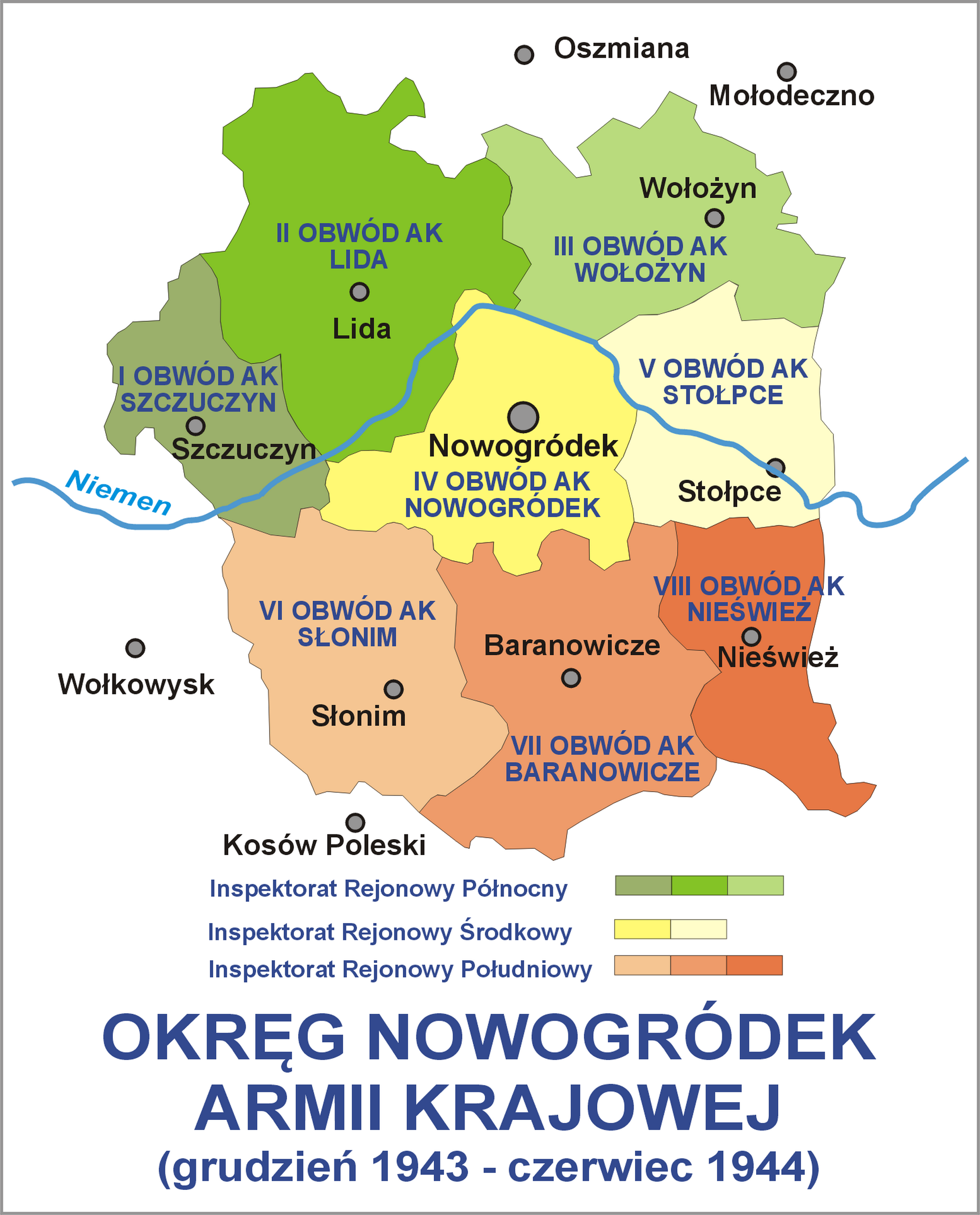
Okręg Nowogródek AK

Janusz Prawdzic-Szlaski, właśc. Janusz Feliks Szulc vel Jan Bujalski vel Antoni Sokołowski, pseud.: Borsuk, Prawdzic (ur. 18 maja 1902 w Pułtusku, zm. 23 sierpnia 1983 w Londynie) – polski nauczyciel, urzędnik, podpułkownik Armii Krajowej, komendant Okręgu Nowogródek AK, działacz emigracyjny, awansowany do stopnia pułkownika kawalerii przez władze emigracyjne.

## Życiorys
W czasie I wojny światowej od 15 lutego 1916 roku pod pseudonimem Prawdzic był członkiem Polskiej Organizacji Wojskowej, prawdopodobnie służył w 4 Dywizji Strzelców Polskich, uczestniczył w wojnie polsko-bolszewickiej.
Po wojnie ukończył w 1924 roku Liceum im. Tadeusza Reytana w Warszawie, pracował jako nauczyciel, w latach 30. był naczelnikiem Ubezpieczalni Społecznej w Grodnie. Według Rocznika Oficerskiego 1934 podporucznik rezerwy ze starszeństwem z 1925.
W czasie kampanii wrześniowej służył w kolumnie taborowej nr 317 zmobilizowanej przez kadrę 3 dywizjonu taborów w Sokółce dla 29 Dywizji Piechoty. W lutym 1940 roku został zaprzysiężony w Związku Walki Zbrojnej i przydzielony do służby w funkcji oficera organizacyjnego w V Obwodzie Mokotów. Prawdopodobnie wtedy przestał posługiwać się swoim rodowym nazwiskiem i przybrał nazwisko Szlaski. „Prawdzic” był jego pierwszym pseudonimem, a po II wojnie światowej stał się pierwszym członem nazwiska.
We wrześniu 1940 roku zgłosił się do służby w Obszarze Białystok ZWZ. Od października 1940 roku był szefem oddziału II Komendy tego obszaru. 21 lutego 1941 roku został aresztowany przez NKWD i skazany na karę śmierci. Więziony w Mińsku, na Łubiance i ponownie w Mińsku. Po ucieczce z tzw. marszu śmierci w nocy z 27 na 28 czerwca 1941 roku, wrócił do Grodna, później do Warszawy, gdzie po rekonwalescencji wrócił do pracy w ZWZ.
1 września 1941 roku został mianowany Komendantem Okręgu Nowogródek ZWZ. Pozostał nim do 1944 roku. Od wiosny 1944 roku nadzorował powstanie pięciu zgrupowań partyzanckich (o sile do około 8 tysięcy żołnierzy). Był przeciwny akcji „Burza”, a szczególnie operacji „Ostra Brama” i ujawnianiu się przed Armią Czerwoną. W związku z tym został odwołany z funkcji komendanta w dniu 12 czerwca 1944 roku (w praktyce kierował okręgiem do 26 czerwca, ponieważ jego następca, Adam Szydłowski „Poleszuk” przybył do komendy okręgu dopiero 25 czerwca), a Okręg Nowogródzki został przemianowany na podokręg i podporządkowany przez dowódcę AK gen. Tadeusza „Bora” Komorowskiego Okręgowi Wileńsko-Nowogródzkiemu, dowodzonemu przez Aleksandra Krzyżanowskiego „Wilka”. Został dowódcą Zgrupowania „Zachód” Okręgu Nowogródek AK, które – prawdopodobnie wbrew rozkazom – nie wzięło udziału w operacji „Ostra Brama”. Po dramatycznych próbach dowództwa okręgu nawiązania współpracy z Armią Czerwoną, zakończonych aresztowaniami i obławą sowiecką na polskie siły, Szlaski, po aresztowaniu jego następcy został ponownie komendantem podokręgu na parę dni (w dniach 17–19 lipca 1944 roku). W związku z niemożnością utrzymania się w lesie 19 lipca podjął decyzję o rozwiązaniu i rozproszeniu ocalałych oddziałów, przekazał dowództwo podokręgu mjr. Stanisławowi Sędziakowi, a sam z oficerami 3 i 7 batalionów 77 pułku piechoty AK (m.in. z por. Bojomirem Tworzyańskim (swoim szwagrem) i Bolesławem Piaseckim) podjął próbę przebicia się na zachód. Losy tej grupy do października 1944 roku są niejasne. W październiku 1944 roku Szlaski otrzymał od Bolesława Piaseckiego (najprawdopodobniej w imieniu Witolda Bieńkowskiego) propozycję objęcia kierownictwa akcji wojskowej w tworzonej Polskiej Organizacji Niepodległościowej. Prace organizacyjne zostały przerwane przez aresztowania Piaseckiego i innych członków tej organizacji.
Szlaski kontynuował działalność w podziemiu poakowskim, od maja do lipca 1945 roku był Delegatem na Okręg Kielce-Radom DSZ. W okresie lipiec – sierpień 1945 roku był więziony przez UB, od 5 sierpnia w więzieniu mokotowskim. Po zwolnieniu z więzienia (w ramach tzw. „deklaracji «Radosława»”), przedostał się na Zachód, gdzie zgłosił się do 2 Korpusu Polskiego. Następnie wstąpił do Polskiego Korpusu Przysposobienia i Rozmieszczenia.
Osiedlił się w Wielkiej Brytanii, w 1946 roku opracowywał informacje na temat AK na Nowogródczyźnie. Po demobilizacji, w latach 50. prawdopodobnie prowadził warsztat tapicerski, później restaurację, następnie utrzymywał się z pracy żony, która prowadziła aptekę.
W czasie rozłamu polskiej emigracji w 1954 roku opowiedział się po stronie prezydenta RP na Uchodźstwie Augusta Zaleskiego. W latach 1963–1968 był członkiem III Rady Rzeczypospolitej Polskiej z ramienia Związku Ziem Wschodnich. Należał do Koła byłych Żołnierzy AK i Koła Ułanów Jazłowieckich (z obu został usunięty).
W 1968 roku został awansowany na pułkownika w korpusie oficerów kawalerii. Awans wzbudził kontrowersje. Niejasne były okoliczności poprzednich awansów. Na skutek tych kontrowersji wycofał się z życia publicznego.
Napisał kilka ważnych pozycji historycznych, m.in.:
- Nowogródczyzna w walce 1940–1945, wydaną w Londynie w 1976 roku, później również parokrotnie w Polsce (przez Oficynę Poetów i Malarzy i Wydawnictwo „Errata”).
- Droga śmierci jako rozdział w książce Zbrodnia katyńska w świetle dokumentów (wydanie 10., Londyn 1982)
- Wyjaśnienie w związku z listem Zygmunta Godynia (Sprawa „Brygady Łupaszki”) (Zeszyty Historyczne, Paryż, 1980, s. 51).

Zmarł po przewlekłej chorobie, został pochowany w kolumbarium przy kościele św. Andrzeja Boboli w Londynie. W 2000 roku jego prochy przeniesiono na Cmentarz Wojskowy na Powązkach w Warszawie (kwatera D 18 Kolumb. lewe A-6-3).
Wiele elementów z jego życiorysu jest niepewnych lub niejasnych. Był dowódcą uzdolnionym organizacyjnie, z drugiej strony znane były przypadki bezwzględnego egzekwowania przez niego podporządkowania organizacyjnego. Podejmował również kontrowersyjne decyzje, np. dwukrotnie wyraził zgodę na ugodę z Niemcami (na przełomie 1943/1944), dzięki czemu, mimo ciężkich walk z siłami radzieckimi, jego oddziały przetrwały zimę.

## Awanse
- podporucznik – 1 lipca 1925 roku
- porucznik –
- kapitan –
- major – 15 lipca 1941 roku
- podpułkownik – 11 listopada 1943 roku
- pułkownik – 1968 (przez władze MON w Londynie).

## Ordery i odznaczenia
- Krzyż Srebrny Orderu Virtuti Militari – dwukrotnie, według oświadczenia własnego, w 1943 i 1944 roku (dokumenty potwierdzają jedynie nadanie orderu w 1944 roku[b])[4] nr 11705 (1944)[10]

## Życie rodzinne
Był synem Jana Romualda i Franciszki z domu Bujalskiej. Był dwukrotnie żonaty: 22 listopada 1922 roku ożenił się ze Stefanią Ciepielewiczowską, od 6 października 1945 roku był żonaty z Wandą Jordan-Krąkowską (ok. 1919–2011), podporucznikiem AK, która w latach 1942–1943 prowadziła warszawską bazę Okręgu Nowogródzkiego AK, a w powstaniu warszawskim była sanitariuszką Zgrupowania „Żywiciel”. Oba małżeństwa były bezdzietne.

## Upamiętnienie
W 2006 roku zarejestrowano fundację charytatywną im. „Wandy i Janusza Prawdzic-Szlaskich”, której celem jest wspieranie edukacji i nadań naukowych w obszarze polskiej kultury.